# Miyabi Onitsuka
Miyabi Onitsuka (jap. 鬼塚 雅, Onitsuka Miyabi; * 12. Oktober 1998 in Kumamoto) ist eine japanische Snowboarderin. Sie startet in den Freestyledisziplinen.

## Werdegang
Onitsuka nimmt seit 2011 an Wettbewerben der TTR World Snowboard Tour teil. Dabei holte sie im Februar 2012 im Rail Jam beim The Burton Pro-Test in Keystone und im Slopestyle bei den Burton European Junior Open in Laax ihre ersten Siege bei internationalen Wettbewerben. Im Januar 2013 gewann sie im Big Air Wettbewerb beim O’Neill Evolution in Davos. Zum Beginn der Saison 2013/14 siegte sie im Slopestyle beim South America Rookie Fest 2013 in Valle Nevado. Ihr erstes FIS-Weltcuprennen fuhr sie im Dezember 2013 in Copper Mountain, welches sie auf dem 46. Platz im Slopestyle beendete. Bei den Burton European Open 2014 in Laax belegte sie den zweiten Platz im Slopestyle. Im März 2014 wurde sie in Niseko japanische Meisterin im Slopestyle. Bei den Snowboard-Weltmeisterschaften 2015 am Kreischberg gewann sie Gold im Slopestyle.
Zu Beginn der Saison 2015/16 siegte sie im Big Air bei den Winter Games New Zealand in Cardrona. Im weiteren Saisonverlauf wurde sie bei den Laax Open Dritte im Slopestyle und belegte bei den Snowboard-Weltmeisterschaften 2016 in Yabuli den achten Platz im Slopestyle. Nach Platz drei im Slopestyle bei The Mile High in Perisher zu Beginn der Saison 2016/17, kam sie Weltcup sechsmal unter die ersten Zehn, darunter Platz drei im Big Air in Mönchengladbach und erreichte damit den elften Platz im Freestyle-Weltcup und den sechsten Rang im Big Air Weltcup. Bei den Snowboard-Weltmeisterschaften 2017 in Sierra Nevada holte sie die Bronzemedaille im Slopestyle und belegte im Big Air den 14. Platz.
In der Saison 2017/18 errang sie im Slopestyle in Cardrona  und in Peking und Mönchengladbach im Big Air jeweils den zweiten Platz und erreichte damit jeweils den zweiten Platz im Slopestyle-Weltcup und Big-Air-Weltcup und den ersten Rang im Freestyle-Weltcup. Bei den Olympischen Winterspielen 2018 in Pyeongchang im erstmals im Rahmen der olympischen Snowboard-Bewerbe ausgetragenen Big Air erreichte sie am 22. Februar hinter der Österreicherin Anna Gasser den achten Rang. Im Slopestyle belegte sie dort den 19. Platz. In der Saison 2018/19 wurde sie beim Weltcup in Cardrona, Modena und Peking jeweils Zweite im Big Air. Zudem siegte sie im Slopestyle im Secret Garden Skiresort und am Kreischberg und gewann damit den Freestyle und Slopestyle-Weltcup. Im Big-Air-Weltcup errang sie den zweiten Platz. Beim Saisonhöhepunkt, den Snowboard-Weltmeisterschaften 2019 in Park City, kam sie auf den 17. Platz im Slopestyle. Anfang März 2019 wurde sie bei den Burton US Open in Vail Dritte im Slopestyle. Mitte Dezember 2019 gewann sie den Big-Air-Weltcup in Peking vor Anna Gasser. Bei den Winter-X-Games 2020 in Aspen gewann sie die Goldmedaille und bei den X-Games Norway 2020 in Hafjell im Big Air. Im Februar 2020 wurde sie bei den Burton US Open Dritte im Slopestyle.
In der Saison 2020/21 holte Onitsuka bei den Winter-X-Games 2021 die Silbermedaille und bei den Snowboard-Weltmeisterschaften 2021 die Bronzemedaille im Big Air. In der folgenden Saison gewann sie nach Platz zwei im Slopestyle beim Weltcup in Calgary, bei den Winter-X-Games 2022 die Bronzemedaille im Big Air. Bei den Olympischen Winterspielen 2022 in Peking belegte sie den 19. Platz im Slopestyle und den 11. Rang im Big Air.

## Weltcupsiege
| Nr. | Datum             | Ort                     | Disziplin  |
| --- | ----------------- | ----------------------- | ---------- |
| 1.  | 21. Dezember 2018 | Secret Garden Skiresort | Slopestyle |
| 2.  | 12. Januar 2019   | Kreischberg             | Slopestyle |
| 3.  | 14. Dezember 2019 | Peking                  | Big Air    |